# くれないホテル
「くれないホテル」は、1969年4月に発売された西田佐知子のシングルレコードである。発売元は日本グラモフォン（現：ユニバーサル ミュージック ジャパン）。品番：SDR-1426。

## 解説
表題曲「くれないホテル」は、作曲家としてまだ駆け出しの頃の筒美京平によるもの。筒美のCD6枚組作品集『THE HIT MAKER -筒美京平の世界-』（2006年：MHCL-771/776）へも、膨大な楽曲の中から選ばれ収録されている。なお作詞・作曲は、本シングル盤発売当時大ヒットを記録していた「ブルー・ライト・ヨコハマ」（歌唱: いしだあゆみ）を手がけたコンビでもある。
本作はチャート最高位81位とヒットはしなかったものの、（以下の記述のように）歌手やミュージシャンから称賛、カバーされている。
- 細野晴臣は、書籍『筒美京平の世界・増補新訂版』でのインタビュー記事の中で、好きな筒美京平作品ベスト10（10曲）を挙げており、1位に本作を選んでいる[1]。
- 松本隆は、筒美と会った2回目の時に「くれないホテル、いい曲ですね」と伝えた所、「ああ、あの売れなかった曲ね」と切り返されたとの事。[2]。
- 坂本龍一は、2008年放送のFMの番組内で、筒美作品で好きな曲として、本作を挙げている[3]。
- 山下達郎は、筒美京平CD-BOXの解説書内インタビュー記事の中で、好きな作品の一曲として本作を挙げ、歌詞最後の「ホ・テ・ル」のメジャー7thの所は特に印象に残ると語っている[4]。

## 収録曲
1. くれないホテル（3:17） 
  - 作詞: 橋本淳 、作曲・編曲: 筒美京平
2. 通り過ぎた恋（4:03）
  - 作詞: 水木かおる 、作曲・編曲: 伊部晴美

## 収録作品
くれないホテル
- 西田佐知子 アカシアの雨がやむとき（1993年：POCH-1288）
- 全曲集（1994年：POCH-1437）
- 西田佐知子全曲集（1999年：POCH-1842
- GOLDEN☆BEST 西田佐知子（2003年：UICZ-6041）
- 西田佐知子 ベスト10（2005年：UPCY-9016）
- THE HIT MAKER -筒美京平の世界-（2006年：MHCL-771/776） - 作曲家活動40周年記念CD-BOX
- 西田佐知子歌謡大全集（2007年：UPCY-9096/100）
- 西田佐知子 エッセンシャル・ベスト（2007年：UPCY-9137）
- 初めての街で 〜西田佐知子ベストセレクション〜（2009年：UPCY-6543）

## カバー
くれないホテル
- ザ・ピーナッツ（1971年） - 8トラに収録（1999年、アルバム『ザ・ピーナッツ カヴァー・ヒッツ〜わたしの城下町』に再録）。
- 奥村チヨ（発売年不明） - 8トラに収録（2010年、アルバム『チヨ・筒美京平を唄う』に再録）。
- 梶芽衣子（1979年） - アルバム『別れ 怨み 涙うた』収録。
- 内海みゆき（1988年） - シングル『Bay Side Moon』収録。
- ムーンライダーズ（1995年） - アルバム『Beautiful Young Generation HIGH SCHOOL BASEMENT 1』収録。
- 松本伊代（2021年） - アルバム『トレジャー・ヴォイス』収録。
- おかゆ（2023年） - アルバム『おかゆウタ カバーソングス３』収録。